# Парчадна муниција
Распрскавајућа (парчадна) муниција је пројектил који је намењен уништењу непријатељске живе силе и војне технике, као и решавању других задатака. У поређењу са другим високо-експлозивним гранатама истог калибра нуди најбољу фрагментацију, али се не може ефикасно користити против фортификација. Поред ударног осигурача којим су распрскавајуће гранате опремљене оне могу бити опремљене и разноразним типовима дистанционих осигурача зависно од њихове намене. На пример да униште живу силу противника ефикасним гађањем парчадима путем радио конртоле осигурача, који омогућава одложено активирање при мањим висинама на локацијама где се налазе непријатељски војници. Граната се не распрскава одмах јер поседује осигурач са одложним дејством, који одлаже експлозију током лета, док не достигне задату висину или минимално растојање од циља.